# Série des Caraïbes 2011
Navigation
Édition précédente Édition suivante
La Série des Caraïbes 2011, 53e du nom, se tient à Mayagüez au Porto Rico du 2 au 5 février 2011. 
Elle met aux prises les champions de République dominicaine, du Mexique, de Porto Rico et du Venezuela. Les rencontres se disputent au Isidoro García Stadium de Mayagüez, un stade de 10 500 places construit en 2010 à  l'occasion des Jeux d'Amérique centrale et des Caraïbes dont les Indios de Mayagüez sont le club résident.
La Série est dédiée à Roberto Alomar, récemment élu au Temple de la renommée du baseball.
Les Mexicains des Yaquis de Obregón remportent la Série à l'occasion de leur troisième participation.

## Format du tournoi
Les quatre équipes s'affrontent dans une poule unique au format round robin double. Chaque équipe reçoit et visite une fois ses adversaires. L'équipe en tête à l'issue des rencontres est déclarée vainqueur.

## Équipes
- Mexique : Yaquis de Obregón[4].
- Porto Rico : Criollos de Caguas[5].
- République dominicaine : Toros del Este[6].
- Venezuela : Caribes de Anzoátegui[7].

## Programme
| Date      | Heure | Recevant                 | Visiteur                 |
| --------- | ----- | ------------------------ | ------------------------ |
| 2 février | 16.00 | Yaquis de Ciudad Obregón | Toros del Este           |
| 2 février | 20.00 | Criollos de Caguas       | Caribes de Anzoátegui    |
| 3 février | 15.00 | Toros del Este           | Caribes de Anzoátegui    |
| 3 février | 19.30 | Yaquis de Ciudad Obregón | Criollos de Caguas       |
| 4 février | 15.00 | Caribes de Anzoátegui    | Yaquis de Ciudad Obregón |
| 4 février | 19.30 | Criollos de Caguas       | Toros del Este           |
| 5 février | 15.00 | Toros del Este           | Yaquis de Ciudad Obregón |
| 5 février | 19.30 | Caribes de Anzoátegui    | Criollos de Caguas       |
| 6 février | 15.00 | Caribes de Anzoátegui    | Toros del Este           |
| 6 février | 19.30 | Criollos de Caguas       | Yaquis de Ciudad Obregón |
| 7 février | 15.00 | Yaquis de Ciudad Obregón | Caribes de Anzoátegui    |
| 7 février | 19.30 | Toros del Este           | Criollos de Caguas       |

## Rencontres
| Toros | 0 | 0 | 1 | 0 | 0 | 2 | 0 | 0 | 0 | 0 | 0 | 0 | 0 | 0 | 0 | 3 | 12 | 3 |
| Yaquis | 0 | 0 | 0 | 0 | 0 | 0 | 2 | 0 | 1 | 0 | 0 | 0 | 0 | 0 | 1 | 4 | 13 | 2 |
| Lanceurs partants : DOM : Raúl Valdes MEX : Alberto Castillo Vic. : Marco Carrillo (1-0) Déf. : Jose Rosario (0-1) |   |   |   |   |   |   |   |   |   |   |   |   |   |   |   |   |    |   |

| Caribes | 4 | 0 | 0 | 0 | 0 | 0 | 1 | 0 | 0 | 5 | 6 | 1 |
| Criollos | 0 | 0 | 1 | 1 | 0 | 0 | 0 | 1 | 0 | 3 | 6 | 3 |
| Lanceurs partants : VEN : Seth Etherton PUR : Willie Collazo Vic. : Seth Etherton (1-0) Déf. : Willie Collazo (0-1) Sauv. : Francisco Butto (1) |   |   |   |   |   |   |   |   |   |   |   |   |

| Caribes | 0 | 1 | 0 | 2 | 0 | 0 | 0 | 0 | 2 | 5 | 8 | 1 |
| Toros | 0 | 1 | 2 | 1 | 0 | 1 | 1 | 0 | X | 6 | 8 | 1 |
| Lanceurs partants : VEN : Amaury Sanit DOM : Aneury Rodriguez Vic. : Wilkins Arias (1-0) Déf. : Eduardo Figueroa (0-1) Sauv. : Julio Mañón (1) HRs : VEN : Luis Antonio Jiménez (2), Jackson Melián (1) DOM : Kevin Barker (1) |   |   |   |   |   |   |   |   |   |   |   |   |

| Criollos | 5 | 0 | 0 | 0 | 1 | 1 | 0 | 0 | 0 | 7 | 13 | 2 |
| Yaquis | 1 | 2 | 0 | 0 | 0 | 0 | 0 | 0 | 0 | 3 | 12 | 3 |
| Lanceurs partants : PUR : Dylan Owen MEX : Rolando Valdez Vic. : Juan Padilla (1-0) Déf. : Rolando Valdez (0-1) |   |   |   |   |   |   |   |   |   |   |    |   |

| Yaquis | 0 | 0 | 2 | 0 | 4 | 1 | 0 | 0 | 0 | 7 | 8 | 2 |
| Caribes | 0 | 0 | 0 | 0 | 1 | 1 | 1 | 0 | 0 | 3 | 7 | 4 |
| Lanceurs partants : MEX : Marco Quevedo VEN : Ramón Ramírez Vic. : Marco Quevedo (1-0) Déf. : Ramón Ramírez (0-1) |   |   |   |   |   |   |   |   |   |   |   |   |

| Toros | 0 | 0 | 0 | 0 | 0 | 1 | 0 | 0 | 3 | 4 | 11 | 1 |
| Criollos | 0 | 0 | 1 | 0 | 1 | 0 | 1 | 0 | 0 | 3 | 8  | 0 |
| Lanceurs partants : DOM : Fernando Abad PUR : Kyler Newby Vic. : Humberto Sánchez (1-0) Déf. : Saúl Rivera (0-1) Sauv. : Julio Mañón (2) |   |   |   |   |   |   |   |   |   |   |    |   |

| Yaquis | 0 | 0 | 0 | 1 | 0 | 0 | 0 | 2 | 3 | 6 | 13 | 1 |
| Toros | 0 | 1 | 0 | 1 | 1 | 0 | 0 | 0 | 0 | 3 | 10 | 1 |
| Lanceurs partants : MEX : Francisley Bueno DOM : Adalberto Méndez Vic. : Alan Guerrero (1-0) Déf. : Jose Rosario (0-2) Sauv. : Luis Ayala (1) HRs : MEX : Karim García (1), Jorge Vazquez (1) |   |   |   |   |   |   |   |   |   |   |    |   |

| Criollos | 0 | 1 | 1 | 0 | 0 | 0 | 0 | 0 | 0 | 2 | 4 | 6 | 1 |
| Caribes | 0 | 0 | 0 | 0 | 1 | 0 | 1 | 0 | 0 | 0 | 2 | 7 | 2 |
| Lanceurs partants : PUR : Orlando Roman VEN : Rosman García Vic. : Eddy Ramos (1-0) Déf. : Luis Ramirez (0-1) Sauv. : Kiko Calero (1) |   |   |   |   |   |   |   |   |   |   |   |   |   |

| Toros | 0 | 0 | 0 | 0 | 0 | 0 | 0 | 0 | 0 | 0 | 8 | 1 |
| Caribes | 0 | 0 | 0 | 1 | 1 | 0 | 0 | 1 | X | 3 | 6 | 1 |
| Lanceurs partants : DOM : Eulogio de la Cruz VEN : Manny Ayala Vic. : Manny Ayala (1-0) Déf. : Eulogio de la Cruz (0-1) Sauv. : Francisco Butto (2) HRs: VEN : Alexis Espinoza (1) |   |   |   |   |   |   |   |   |   |   |   |   |

| Yaquis | 0 | 2 | 0 | 0 | 2 | 0 | 1 | 0 | 1 | 6 | 10 | 0 |
| Criollos | 1 | 3 | 0 | 0 | 2 | 0 | 0 | 1 | X | 7 | 13 | 3 |
| Lanceurs partants : MEX : Francisco Cordoba PUR : Kyler Newby Vic. : Juan Padilla (2-0) Déf. : Daniel Guerrero (0-1) Sauv. : Joe Torres (1) HRs : MEX : Karim García (2) |   |   |   |   |   |   |   |   |   |   |    |   |

| Caribes | 0 | 0 | 0 | 2 | 0 | 0 | 0 | 0 | 0 | 2 | 9 | 0 |
| Yaquis | 0 | 0 | 0 | 0 | 0 | 3 | 0 | 0 | X | 3 | 7 | 0 |
| Lanceurs partants : VEN : Seth Etherton MEX : Alberto Castillo Vic. : Adrian C. Ramirez (1-0) Déf. : Seth Etherton (1-1) Sauv. : Luis Ayala (2) HRs : VEN : Eliézer Alfonzo (1) MEX : Jorge Vazquez (1) |   |   |   |   |   |   |   |   |   |   |   |   |

| Criollos | 0 | 0 | 0 | 0 | 0 | 0 | 0 | 0 | 0 | 0 | 4 | 2 |
| Toros | 0 | 0 | 0 | 2 | 0 | 0 | 1 | 0 | X | 3 | 6 | 2 |
| Lanceurs partants : PUR : Willie Collazo DOM : Raúl Valdes Vic. : Raúl Valdes Déf. : Willie Collazo Sauv. : Julio Mañón (3) |   |   |   |   |   |   |   |   |   |   |   |   |

## Classement
| Pl. | Équipe                | J | V | D | PM | PC | %    |
| --- | --------------------- | - | - | - | -- | -- | ---- |
| 1   | Yaquis de Obregón     | 6 | 4 | 2 | 29 | 25 | .667 |
| 2   | Criollos de Caguas    | 6 | 3 | 3 | 24 | 23 | .500 |
| 3   | Toros del Este        | 6 | 3 | 3 | 19 | 21 | .500 |
| 4   | Caribes de Anzoátegui | 6 | 2 | 4 | 20 | 23 | .333 |

## Effectif utilisé
| Lanceurs - 20 Luis Ayala - 25 Francisley Bueno - 72 Marco Carrillo - 62 Hugo Castellanos - 40 Alberto Castillo - 92 Francisco Cordoba - 36 Alan Guerrero - 54 Daniel Guerrero - 16 Mario Mendoza - 10 Hector Navarro - 22 Marco Quevedo - 80 Adrian C. Ramirez - 51 Angel Adrian Ramirez - 56 Dan Serafini - 37 Rolando Valdez Frappeur désigné - 63 Bárbaro Cañizares - 31 Jose Rodriguez |  | Receveurs - 43 Iker Franco - 70 Gabriel Gutierrez Champ intérieur - 29 Everth Cabrera - 8 Leonardo Heras - 50 Agustin Murillo - 13 Oscar Robles - 5 Carlos Valencia - 38 Jorge Vazquez Champ extérieur - 17 Justin Christian - 44 Doug Clark - 12 Karim García - 8 Leonardo Heras |

| Lanceurs - 28 Fernando Abad - 40 Winston Abreu - 20 Wilkins Arias - 33 Jairo Asencio - 31 Eulogio de la Cruz - 45 Jose Diaz - 16 Julio Mañón - 27 Adalberto Méndez - 30 Nelson Payano - 41 Aneury Rodriguez - 23 Jose Rosario - 35 Humberto Sánchez - 38 Ramón Troncoso - 36 Raúl Valdes Frappeur désigné - 29 Brock Peterson |  | Receveurs - 18 Welington Castillo - 34 Alberto Rosario Champ intérieur - 44 Kevin Barker - 1 Estéban Germán - 6 Michael Martinez - 22 Victor Mercedes - 24 Danny Richar Champ extérieur - 12 Jose Constanza - 11 Alejandro De Aza - 32 Ricardo Nanita - 5 Ruddy Yan |

| Lanceurs - 19 Jose Alvarez - 22 Manny Ayala - 74 Francisco Butto - 56 Seth Etherton - 59 Eduardo Figueroa - 54 Rosman García - 53 Jesus Gomez - 49 Alex Herrera - 67 Orber Moreno - 37 Renyel Pinto - 39 Luis Ramirez - 26 Ramón Ramírez - 63 Amaury Sanit - 64 Jean Toledo Frappeur désigné - 16 Juan Camacho |  | Receveurs - 50 Eliézer Alfonzo - 58 Jose Gil Champ intérieur - 2 Alexi Amarista - 35 Luis Antonio Jiménez - 79 Luis Nunez - 39 Henry Rodriguez - 4 Niuman Romero - 18 Cesar Suarez Champ extérieur - 51 José Castillo - 43 Alexis Espinoza - 34 Jackson Melián - 9 Alex Romero |

| Lanceurs - 28 Kiko Calero - 38 Willie Collazo - 40 Nelvin Fuentes - 42 Ivan Maldonado - 52 Roy Merritt - 24 Kyler Newby - 61 Dylan Owen - 35 Juan Padilla - 83 Eddy Ramos - 34 Orlando Roman - 22 Saúl Rivera - 26 Joe Torres Frappeur désigné - 44 Aaron Bates |  | Receveurs - 37 Robinson Cancel - 13 René Rivera Champ intérieur - 13 Alex Cora - 3 Luis Figueroa - 15 Andy González - 1 Rey Navarro - 20 Pedro Valdés - 33 Javier Valentin Champ extérieur - 14 Edgardo Baez - 44 Hiram Bocachica - 23 Jesús Feliciano - 2 Lou Montañez |

## Récompenses
Voici les joueurs récompensés à l'issue de la compétition,:
| Position          | Joueur            |
| ----------------- | ----------------- |
| Lanceur droitier  | Juan Padilla      |
| Lanceur gaucher   | Raúl Valdez       |
| Receveur          | Iker Franco       |
| 1re base          | Jorge Vasquez     |
| 2e base           | Alex Cora         |
| 3e base           | Danny Richar      |
| Arrêt-court       | Henri Rodriguez   |
| Champs extérieurs | Rudy Yann         |
| Champs extérieurs | José Constanza    |
| Champs extérieurs | Karim Garcia      |
| Frappeur désigné  | Bárbaro Cañizares |
| Manager           | Eddie Diaz        |

| Récompense                 | Joueur                   |
| -------------------------- | ------------------------ |
| MVP                        | Jorge Vasquez            |
| Meilleure moyenne au bâton | Rudy Yann (,556)         |
| Plus de victoires          | Juan Padilla (2)         |
| Plus de coups de circuits  | Karim Garcia (2)         |
| Plus de coups de circuits  | Luis Antonio Riménez (2) |
| Plus de points produits    | Jorge Vasquez (6)        |
| Plus de points marqués     | Justin Christian (7)     |
| Plus de points marqués     | Alex Cora (7)            |